# Ёлкин, Юрий Николаевич
Ю́рий Никола́евич Ёлкин (3 октября 1923, Русский Посенур, Мари-Турекский район, Марийская автономная область, РСФСР, СССР — 8 января 1997, Большой Карлыган, Мари-Турекский район, Марий Эл, Россия) — марийский советский партийный деятель, педагог. Политработник Хлебниковского района Марийской АССР (1946—1963), секретарь парторганизации совхоза «Восход» Мари-Турекского района МАССР (1963—1979). Заслуженный работник культуры Марийской АССР (1978). Участник Великой Отечественной войны. Член ВКП(б) с 1949 года.

## Биография
Родился 3 октября 1923 года в дер. Русский Посенур ныне Мари-Турекского района Марий Эл. В 1941 году окончил Мари-Биляморское педагогическое училище.
В мае 1942 года призван в Красную Армию. Участник Великой Отечественной войны: в 1942 году — радист 38 отдельной запасной роты связи 46 запасной стрелковой бригады, затем старший шкипер на судах Черноморского флота, в 1943—1945 годах — писарь общего отдела штаба Черноморского флота, старшина 2 статьи. Был контужен, ранен. Награждён орденами Отечественной войны I степени и Красной Звезды, медалями, в том числе медалью «За боевые заслуги».
В 1946—1963 годах работал в Хлебниковском районе Марийской АССР: педагог, политработник. В 1949 году вступил в ВКП(б). В 1954 году заочно окончил Марийский педагогический институт имени Н. К. Крупской. В 1963—1979 годах трудился секретарём парторганизации совхоза «Восход» Мари-Турекского района МАССР. Стал известен как эффективный парторг: в 1975 году довёл число совхозных коммунистов до 123 человек, через них успешно влиял на производство и общественную жизнь.
В 1978 году ему присвоено почётное звание «Заслуженный работник культуры Марийской АССР». Награждён орденами Трудового Красного Знамени, «Знак Почёта», медалями, а также Почётной грамотой Президиума Верховного Совета Марийской АССР.
Ушёл из жизни 8 января 1997 года в дер. Большой Карлыган Мари-Турекского района Марий Эл.

## Звания и награды
- Заслуженный работник культуры Марийской АССР (1978)[2]
- Орден Трудового Красного Знамени (1971)[2]
- Орден «Знак Почёта» (1966)[2]
- Орден Отечественной войны I степени (06.04.1985)[5]
- Орден Красной Звезды (07.04.1945)[4]
- Медаль «За боевые заслуги» (19.02.1946)[6]
- Медаль «За доблестный труд. В ознаменование 100-летия со дня рождения Владимира Ильича Ленина»
- Почётная грамота Президиума Верховного Совета Марийской АССР (1965)[2]